# Elektrod

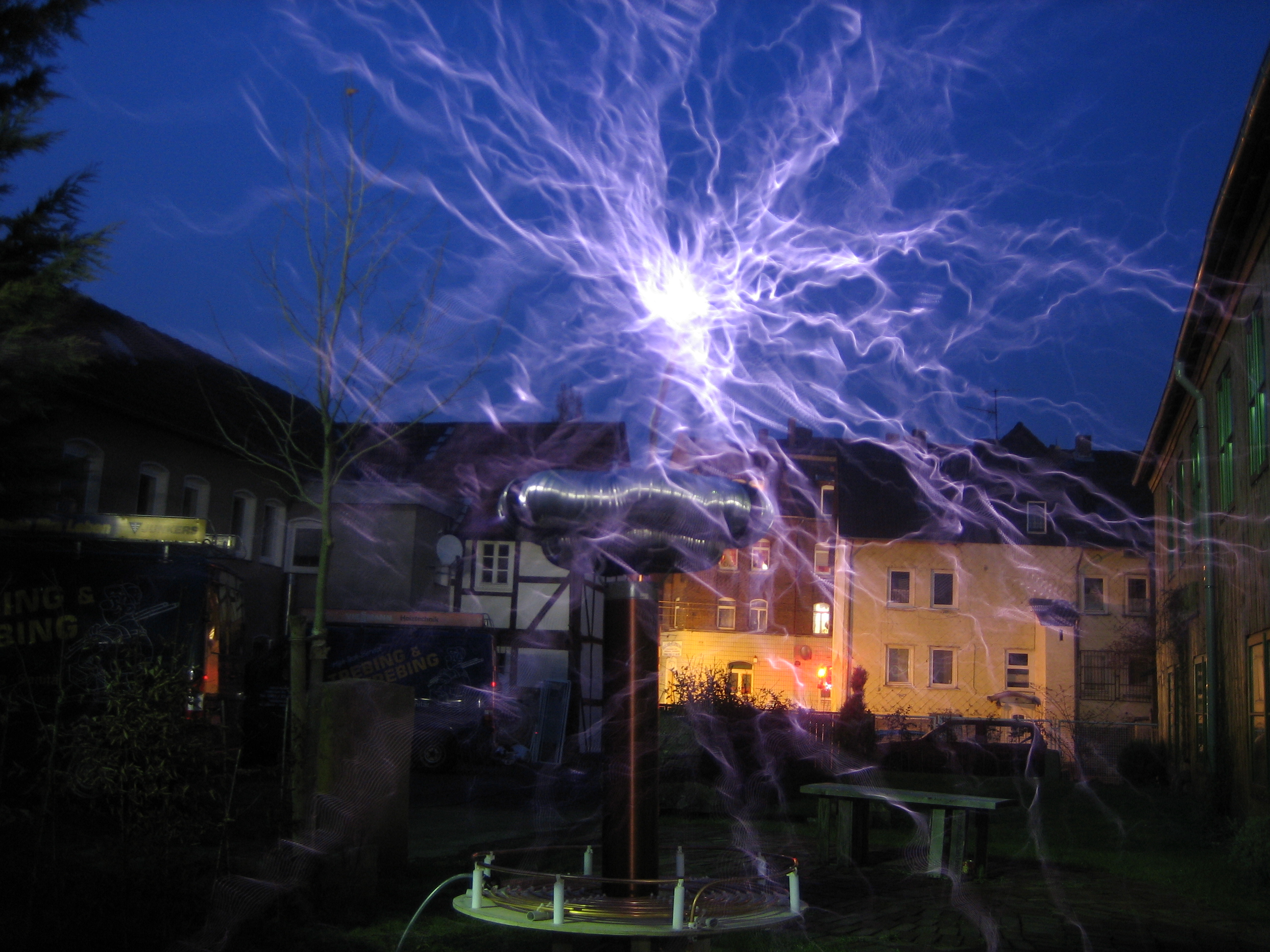
En teslaspoleelektrod.

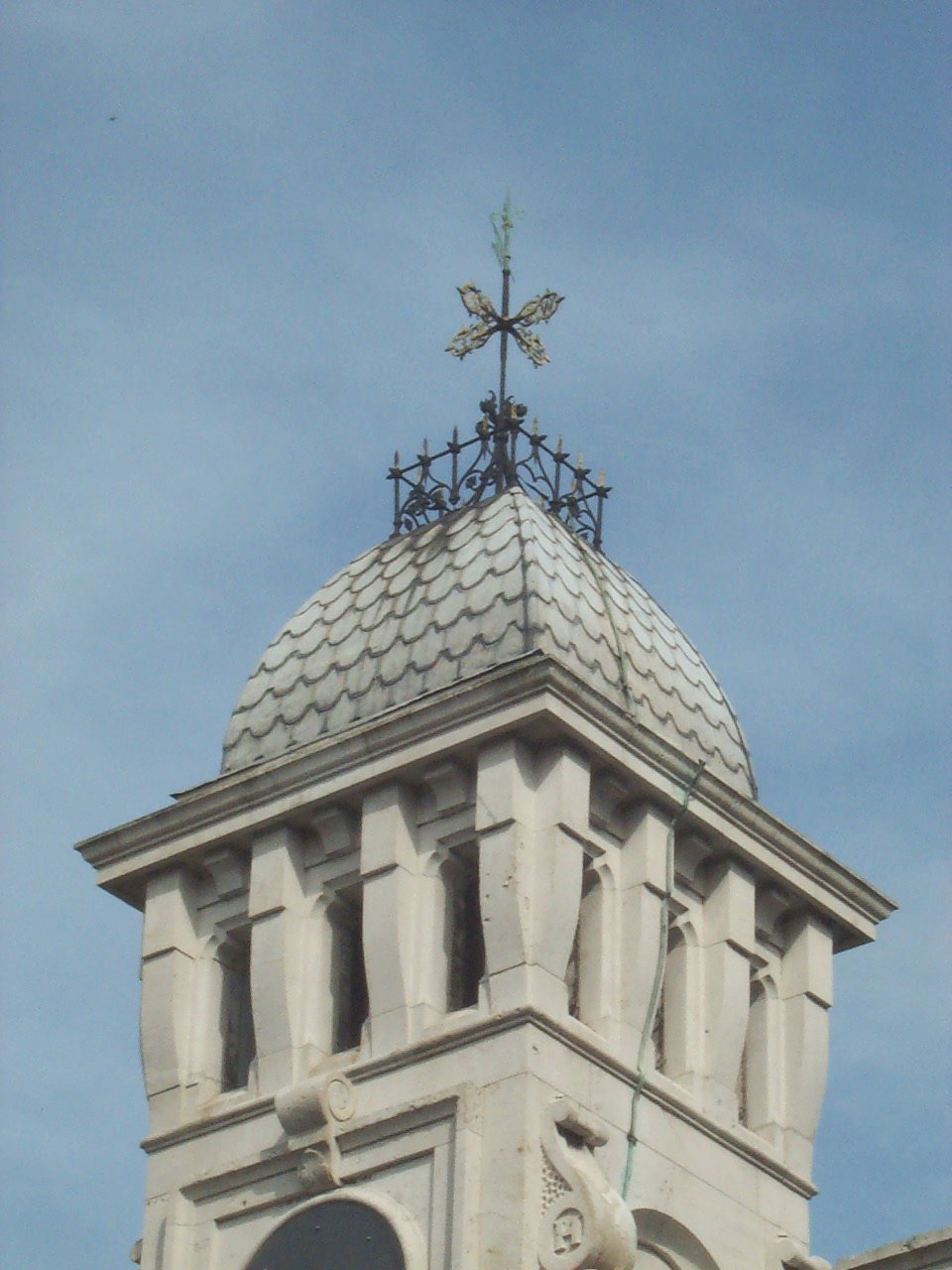
En åskledare är också en elektrod. Ledaren fortsätter ner för den högra sidan av tornet.

En elektrod  är en elektronledare som används för att skapa elektrisk kontakt med icke-metalliska material såsom halvledare, elektrolyt, joniserad gas eller vakuum. Kontakten är till för att antingen leda ström eller mäta en elektrisk potential.
Begreppet introducerades av Michael Faraday år 1834. Elektrod kommer från det grekiska ordet elektron, bärnsten och hodos, väg. 

## Svetselektroder
Vid svetsning kan den energi som behövs för att smälta metall erhållas med en elektrisk ljusbåge mellan en elektrod och svetsgodset. I en del metoder för bågsvetsning har elektroden så hög smältpunkt (TIG) att den inte smälter utan tillsatsmaterial måste tillföras svetsområdet. I andra metoder smälter elektroden och utgör således tillsatsmaterialet,

## Elektronikkomponenter
För strömförande elektroder i vakuumrör eller halvledare är den positiva elektroden anod och den negativa katod. 
För dioder är konventionen att beteckningen anod och katod behåller sin plats (platsen i framriktningen) även när dioden leder i backriktningen. Detta är ett undantag från den generella regeln att strömriktningen bestämmer vad som är anod och katod.

## Elektrokemiska celler
En strömförande elektrod i elektrokemiska celler kallas antingen anod eller katod.  Eftersom anod definieras som den elektrod där strömmen går in medför det att en oxidation äger rum.  Katoden  är den elektrod där reduktion äger rum. 
En elektrokemisk cell som tillförs ström kallas elektrolytisk cell och där är den positiva elektroden anod och den negativa elektroden katod. I de fall cellen kan alstra elektrisk ström kallas den för galvanisk cell och då är den positiva elektroden katod och den negativa elektroden anod. Om de elektrokemiska reaktionerna i den galvaniska cellen är icke-reversibla det vill säga, inte omvändbara, så är det en primärcell. Ett engångsbatteri är en primärcell. I sekundärceller är reaktionerna reversibla vilket är fallet med laddbara batterier eller ackumulatorer. Det gör att elektroderna kan växla mellan att vara anod eller katod, beroende på vilken reaktion som äger rum i cellen. När cellen laddas fungerar den positiva elektroden (+) som anod och den negativa elektroden (-) som katod. När cellen laddas ur växlas elektrodernas paritet, det vill säga den positiva elektroden blir katod och den negativa blir anod. 

## Medicin
Elektroder används även i medicinskt syfte för att fånga upp kroppens elektriska impulser, eller ge den elektriska impulser. Se mer på följande artiklar:
- Elektroencefalografi, förkortat EEG.
- Elektrokardiografi, förkortat EKG.
- ECT

## Andra elektrodbaserade metoder
- Jonselektiv elektrod
- pH-glasmembranelektrod